# Tyra Misoux
Tyra Misoux   (Steinfurt, 3 de gener de 1983) és una actriu porno alemanya coneguda amb noms artístics com Jasmin, Lexi, Lexi Love, Leonie Love i Myriam Love, que actualment viu a Berlín.

## Premis
- 2002: Venus Award, nominada com a "Best New Female Starlet"[3]
- 2004: Venus Award, "Best German Actress"[4]
- 2008: Eroticline Award, "Best German Actress"[5]